# Françoise Degois
Pour les articles homonymes, voir Degois.

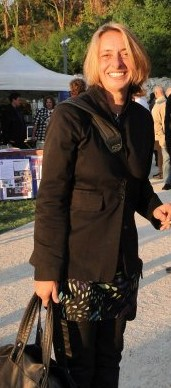
Françoise Degois en 2010.

Françoise Degois, née le 22 juin 1964 à Tarbes, est une journaliste de radio et une conseillère en communication politique française.

## Biographie
Après avoir été dix ans journaliste politique à France Inter en tant que numéro 2 du service politique, elle devient à partir du 16 novembre 2009, conseillère spéciale auprès de Ségolène Royal. Cette fonction de conseillère soulève des critiques dans la presse pointant du doigt la proximité de la journaliste avec certains politiques,,.
Sa carrière à France Inter lui avait déjà permis en effet de suivre la campagne de Ségolène Royal lors de l'élection présidentielle de 2007 et d'écrire, par la suite, un livre d'entretiens avec cette dernière (Femme debout, éditions Denoël, 2009). 
Au début du quinquennat de François Hollande, elle a été la conseillère politique de Guillaume Garot, ministre délégué à l'Agroalimentaire, lui-même proche de Ségolène Royal.
Elle est une des participantes particulièrement active de l'émission Les Grandes Gueules sur RMC. Elle participe également à l'émission Langue de bois s'abstenir sur C8, ex chaîne Direct 8.
Avec Romain Goguelin, elle réalise en 2016 un documentaire sur Najat Vallaud-Belkacem, La discrète ambitieuse, diffusé sur LCP.
Le 31 août 2017, elle intègre l'émission On refait le monde sur RTL.
Elle participe aussi à l'émission Le débat présentée par Arlette Chabot sur LCI, et à l'émission Les vraies voix présentée par Philippe Rossi sur Sud Radio.
Depuis août 2021, elle intervient dans l'émission Brunet & compagnie de 22 h à 00 h, le mardi.
Depuis août 2022, elle intervient dans l’émission LCI-midi de 12 h à 15 h, plusieurs fois par semaine.
Depuis la rentrée 2023, elle anime la chronique hebdomadaire "Sans langue Degois" sur la chaîne Le Média.

## Œuvres
- Femme debout, entretiens avec Ségolène Royal, éditions Denoël, 2009.
- Quelle histoire ! Ségolène Royal et François Hollande, éditions Plon, 2014.
- Cabinet, éditions Plon, 2015.
- Il faut imaginer Sisyphe heureux, éd. de l'Observatoire, 2017.
- L'homme qui n'avait pas d'amis, éditions Plon, 2022.